# Naomie Harris
Naomie Melanie Harris (Londen, 6 september 1976) is een Brits actrice.
Harris werd geboren en groeide op in Londen. Ze werd alleen opgevoed door haar moeder, een Jamaicaanse die in haar kindertijd naar Groot-Brittannië emigreerde. Al vanaf haar negende speelde ze in televisieseries en films.
In 1998 studeerde Harris af aan Pembroke College in Cambridge. Daarna ging ze naar Bristol Old Vic Theatre School, een vooraanstaande theaterschool in Bristol.
In 2002 werd Harris bekend vanwege de rol van Selena in de film 28 Days Later. In datzelfde jaar speelde ze in de televisieversie van White Teeth. In 2006 speelde ze een belangrijke rol in Pirates of the Caribbean: Dead Man's Chest, de succesvolste film van dat jaar. Ook was ze te zien in de filmversie van Miami Vice van regisseur Michael Mann. Het jaar erna speelde ze in Pirates of the Caribbean: At World's End, het derde deel uit de Pirates of the Caribbean-trilogie. In 2012 speelde ze een prominente rol in de Bondfilm Skyfall. Op het einde van de film wordt duidelijk dat haar karakter Miss Moneypenny is. Een rol die Harris in meerdere films zal gaan spelen.

## Filmografie
- Simon and the Witch (1987/1988) (televisie)
- Runaway Bay (1992–1993) (televisieserie)
- The Tomorrow People (1992–1995) (televisieserie)
- 28 Days Later (2002)
- Dinotopia (2002–2003) (televisieserie)
- The Project (2002) (miniserie)
- White Teeth (2002) (miniserie)
- Anansi (2002)
- Trial & Retribution V  (2002) (miniserie)
- Living In Hope (2002)
- Crust (2002)
- After the Sunset (2004), Sophie
- Trauma (2004), Elisa
- Miami Vice (2006), Det. Trudy Joplin
- Pirates of the Caribbean: Dead Man's Chest (2006), Tia Dalma
- A Cock and Bull Story (2006), Jennie
- Pirates of the Caribbean: At World's End (2007), Tia Dalma
- Street Kings (2008), Linda Washington
- Explicit Ills (2008), Jill
- August (2008), Sarah
- Morris: A Life with Bells On (2009), Sonja
- Ninja Assassin (2009), Mika Coretti
- Sex & Drugs & Rock & Roll (2009), Denise
- My Last Five Girlfriends (2009), Gemma
- The First Grader (2010), Jane Obinchu
- Skyfall (2012), Eve Moneypenny
- Mandela: Long Walk to Freedom (2013), Winnie Mandela
- Southpaw (2015), Angela Rivera
- Spectre (2015), Miss Moneypenny
- Moonlight (2016)
- Collateral Beauty (2016)
- Our Kind of Traitor (2016), Gail MacKendrick
- Rampage: Big Meets Bigger (2018)
- Black and Blue (2019)
- No Time to Die (2021), Eve Moneypenny
- Venom: Let There Be Carnage (2021), Frances Barrison / Shriek